# 30064 Kaitlynshin
30064 Kaitlynshin este un asteroid din centura principală de asteroizi.

## Descriere
30064 Kaitlynshin este un asteroid din centura principală de asteroizi. A fost descoperit pe 10 martie 2000 la Socorro, New Mexico, în cadrul proiectului LINEAR. Asteroidul prezintă o orbită caracterizată de o semiaxă mare de 2,60 ua, o excentricitate de 0,14 și o înclinație de 4,8° în raport cu ecliptica.